# Walter Feichter
Walter Feichter (Brunico, 1º aprile 1974) è un ex snowboarder italiano.

## Biografia
Nato a Brunico, in Alto Adige, nel 1974, debutta in Coppa del Mondo a 22 anni, il 28 febbraio 1997 in Valdaora, nello slalom gigante, sua specialità insieme allo slalom gigante parallelo.
Il 18 dicembre 1999 ottiene il suo primo podio in Coppa del Mondo, arrivando 3º nello slalom gigante sul Mont-Sainte-Anne, in Canada.
Il 19 novembre 2000 vince per la prima e unica volta in carriera in Coppa del Mondo, primeggiando nello slalom gigante a Tignes, in Francia.
Nel 2001 partecipa ai Mondiali di Madonna di Campiglio, dove vince la medaglia di bronzo nello slalom gigante, concluso dietro al canadese Jasey Jay Anderson e allo sloveno Dejan Košir. Nella stessa competizione arriva 6º nello slalom parallelo, mentre non termina la gara di slalom gigante parallelo.
Nello stesso anno vince la Coppa del Mondo di slalom gigante.
A 27 anni partecipa ai Giochi olimpici di Salt Lake City 2002, nello slalom gigante parallelo, terminando le qualificazioni al 14º posto con il tempo di 37"33, uscendo ai quarti di finale della fase ad eliminazione diretta contro lo statunitense Chris Klug, poi bronzo.
Nel 2003 prende parte di nuovo ai Mondiali, stavolta a Kreischberg, in Austria, terminando al 20º posto nello slalom gigante parallelo e al 27° nello slalom parallelo.
2 anni dopo, alla competizione iridata di Whistler, in Canada, è invece 29° nello slalom parallelo, mentre non termina la gara di slalom gigante parallelo.
Termina la carriera a 32 anni, nel 2007. Chiude con una medaglia mondiale, 1 Coppa del Mondo di slalom gigante e 5 podi in Coppa del Mondo, con 1 vittoria, 2 secondi posti e 2 terzi. Il miglior piazzamento in classifica generale di Coppa del Mondo è il 2° nel 2001.

## Palmarès

### Campionati mondiali
- 1 medaglia:
  - 1 bronzo (Slalom gigante a Madonna di Campiglio 2001)

### Coppa del Mondo
- Miglior piazzamento nella Coppa del Mondo di snowboard: 2° nel 2001.
- Vincitore della Coppa del Mondo di slalom gigante nel 2001.
- 5 podi:
  - 1 vittoria
  - 2 secondi posti
  - 2 terzi posti

#### Coppa del Mondo - vittorie
| Data             | Località | Nazione | Spec. |
| ---------------- | -------- | ------- | ----- |
| 19 novembre 2000 | Tignes   | Francia | SG    |

Legenda:

SG = Slalom gigante